# Tropasteron cleveland
Tropasteron cleveland là một loài nhện trong họ Zodariidae.
Loài này thuộc chi Tropasteron. Tropasteron cleveland được B.C.Baehr miêu tả năm 2003.